# Savièse
Savièse (Chavyeje en Arpitan local) est une commune suisse du canton du Valais, située dans le district de Sion.

## Géographie

### Situation
Située sur la rive droite du Rhône, la commune est bordée à l'est par la vallée de la Sionne et à l'ouest par la vallée de la Morge. La source de la Sarine est située sur son territoire. Au nord, elle est délimitée par les Alpes bernoises et est connectée à l'Oberland bernois par le col du Sanetsch. On dénombre deux glaciers sur la commune : le glacier de Tsanfleuron, situé essentiellement sur le territoire saviésan, ainsi que le glacier du Brochet. Le point le plus bas de Savièse (515 m. d'alt.) est situé au hameau de Vuisse, et son point culminant (3 176 m. d'alt.) dans le massif du Wildhorn. Les premiers contreforts de la commune sont principalement constitués d'un important vignoble en terrasse.
Le territoire de Savièse s'étend sur 70,92 km2. Lors du relevé de 2013-2018, les surfaces d'habitations et d'infrastructures représentaient 5,5 % de sa superficie, les surfaces agricoles 20,7 %, les surfaces boisées 16,2 % et les surfaces improductives 57,6 %.

### Les villages
Les villages sont disséminés sur plusieurs plateaux situés sur le versant sud de la montagne du Prabé. La commune en compte six :
- Saint-Germain, le chef-lieu, au centre, avec pour hameaux Prinzières et La Crettaz ;
- Drône à l'est, avec pour hameaux Monteiller et La Sionne ;
- Granois et Chandolin à l'ouest, Chandolin a pour hameau Vuisse ;
- Roumaz et Ormône au sud, Ormône a pour hameaux La Muraz et Diolly.

### Les mayens et alpages
Une partie des mayens (chalets) saviésans se situe sur le versant sud du Prabé, par exemple Binii, Prafirmin ou les Mayens-de-la-Zour. Cependant, la majorité des mayens de la commune se trouve dans la vallée du Sanetsch, à l'instar de Visse, Dilogne ou encore Dorbagnon. À noter que Savièse possède des mayens sur le canton de Berne, à proximité de Gsteig, comme la Vispille-derrière et la Vispille-devant.
Les alpages saviésans sont répartis sur les cantons du Valais, de Berne et de Vaud. Les alpages de Tsanfleuron, de l'Infloria, du Genièvre et de la Créta-Lé se trouvent dans la région du Sanetsch. L'alpage de la Boiterie (Stierenberg en allemand) ainsi que celui de la Vispille (Walliser Windspillen) sont en territoire bernois ; ceux du Fély, des Grieden et des Ertets (ce dernier se situe sur Berne et Vaud) sont près du col du Pillon.

### Montagnes
Au nord du territoire communal se situe un grand nombre de sommets des Alpes bernoises. Certains d'entre eux sont à cheval entre les cantons de Berne et du Valais, comme le Sanetschhore (Mont Brun en français, Sanetschhorn en allemand) qui culmine à 2 924 mètres d'altitude, ou l'Arpelistock, dont la pointe est située à 3 035 m. D'autres sont à la limite des cantons de Berne, Vaud et Valais, notamment l'Oldehore (Becca d'Audon en français, Oldenhorn en allemand) qui culmine à 3 123 m. Certaines de ces montagnes sont situées entièrement sur le territoire de la commune, on peut citer parmi elles le Sublage (2 735 m), le Sérac (2 817 m), Crêta Besse (2 702 m) et bien sûr le Prabé, qui surplombe Savièse et la plaine du Rhône du haut de ses 2 041 mètres.

## Toponymie
L’origine et la signification du nom de la commune ne sont pas claires. Selon les hypothèses, il pourrait dériver du latin saevus (sauvage, mauvais), du gaulois samo- (été) et samesia (estivage) ou du nom d'une personne, Sabius.
Selon une autre hypothèse fondée sur le nom en patois arpitan de la commune, Chavyèje, il proviendrait de deux mots : chat (sept) et veouadzé (villages), ce qui correspondrait à la configuration communale de l'époque (bannières de Saint-Germain, Drône, Granois, Chandolin, Roumaz-Ormône, Neinda-Zuchuat et Malerne)[réf. nécessaire].
La première occurrence écrite du toponyme remonte à 1200, sous la forme de Saviesi.
L'ancien nom allemand de la commune est Safiesch.

## Histoire
Les premières traces d'établissement d'une communauté sur le territoire communal ont été retrouvées au château de la Soie (situé sur une arête rocheuse dominant la plaine du Rhône à proximité du village de Granois) et datent de 4800 av. J.-C. En 2022, une nécropole de l'âge du bronze, comprenant 19 tombes dites en cistes et datant de 2000 av. J.-C environ, est mise au jour dans le secteur des Mouresses, dans les hauts de Saint-Germain.

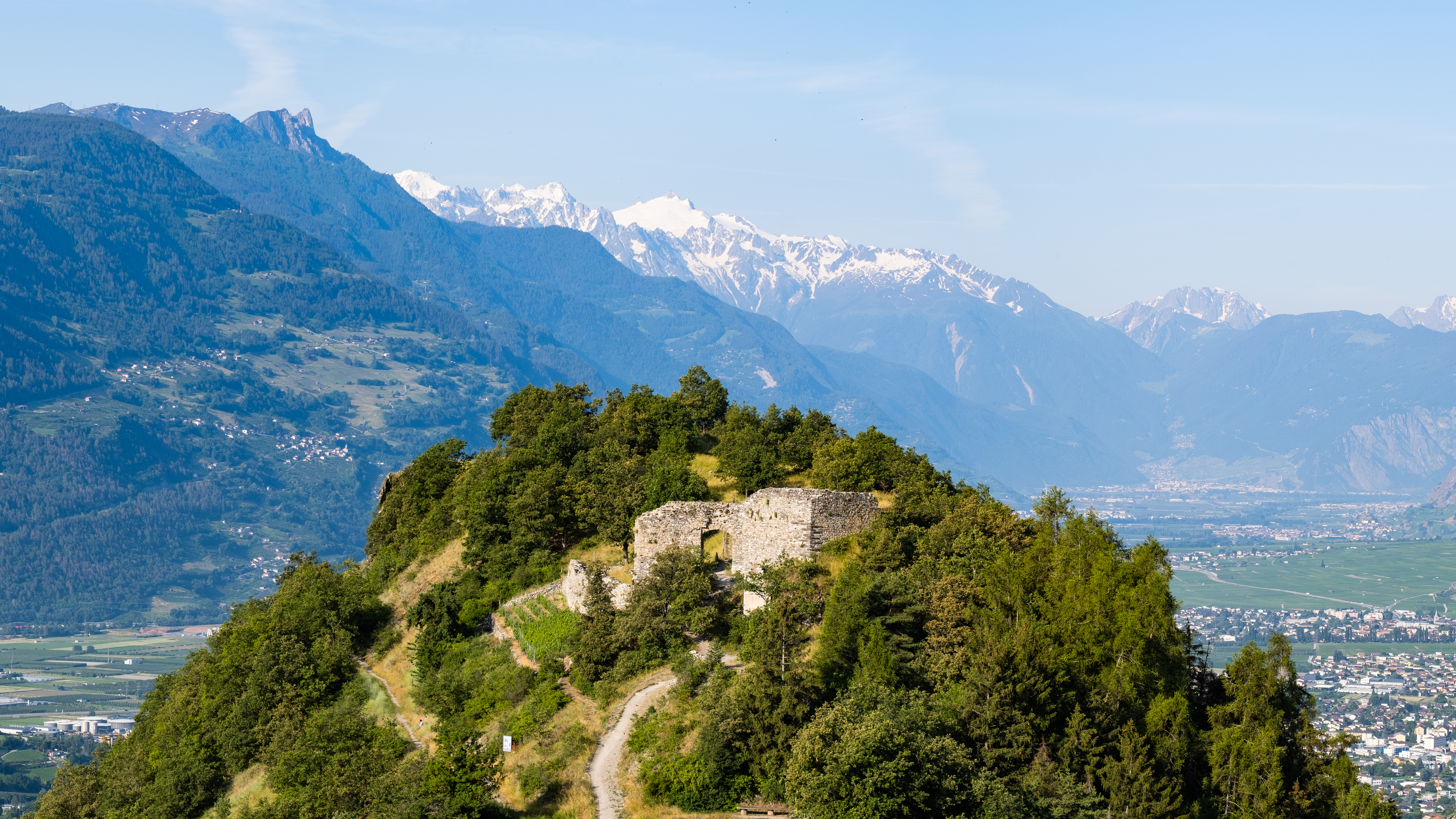
Ruines du château de la Soie

En 1219, le prince-évêque Landri de Mont construit le château de la Soie, ce qui détériore les relations entre l'évêché de Sion et la maison de Savoie, qui voulait augmenter son influence en Haut-Valais. Le prince-évêque Guichard Tavelli est défenestré de ce même château en 1375 par la famille de la Tour, qui désirait s'émanciper de l'autorité épiscopale. Le château de la Soie sera finalement détruit en 1417 par les Patriotes. Les hommes de Savièse continuèrent cependant de s'y fortifier afin de renforcer leurs défenses face aux hommes de Conthey.
La communauté saviésanne, régie par des statuts écrits, apparaît en 1447.
Durant la Bataille de la Planta, le 13 novembre 1475, les hommes de Savièse descendent à Sion prêter main-forte à l'évêque, assiégé par les Savoyards. Les adversaires profitent de l'absence des Saviésans pour piller et brûler la commune. Les villages seront incendiés, l'Eglise pillée et détruite. En reconnaissance de l'aide apportée par les Saviésans, l'évêque de Sion Walter Supersaxo offre une bannière représentant l'épée de l'évêché à la commune de Savièse.
Les statuts communautaires changent peu au fil des siècles, mais on constate, dès le XVIIe siècle, des articles très contraignants pour les habitants de Savièse non bourgeois. Ainsi, les bourgeois - ou communiers saviésans ont à cœur de maintenir leurs droits, privilèges et biens obtenus à partir du Moyen-âge. D'ailleurs, les Saviésans ne cessent d'accroître leurs possessions à l'extérieur de la commune. Durant ces années, la communauté recherche sans cesse à développer son agriculture afin d'assurer aux générations futures de bonnes conditions de vie. Une nouvelle rivalité, cette fois avec les habitants de Sion, naît progressivement notamment par rapport à la rivière de la Sionne. La démographie est stable entre le XVIe et le XIXe siècle, on ne désire pas plus d'habitants que ce que les ressources agricoles et naturelles permettent de faire vivre.
De 1815 à 1839, Savièse est incorporée au district d'Hérens, avant de rejoindre le district de Sion.

## Politique

### Autorités communales

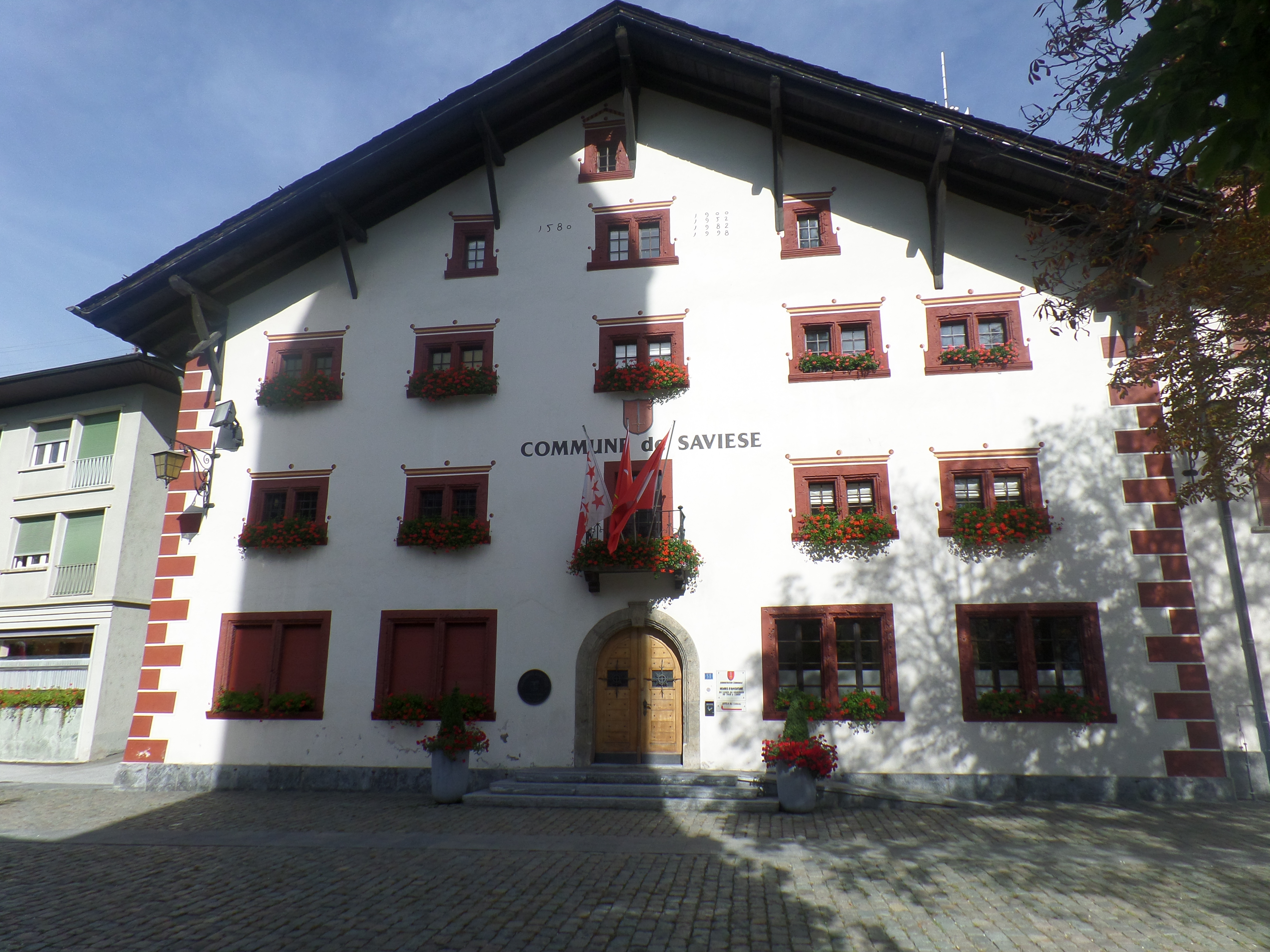
Maison communale

Le Conseil communal de Savièse est composé de 11 membres élus tous les quatre ans ; il en va de même pour le juge et le vice-juge de commune. Il n'y a pas de conseil général (organe législatif) à Savièse. De ce fait, chaque conseiller est responsable et membre de plusieurs commissions, et celles-ci sont complétées par des habitants de la commune qui désirent s'investir au niveau politique. Il n'y a pas d'élection pour les membres des commissions, mais celles-ci doivent être acceptées par le Conseil communal. Le pouvoir législatif est représenté par l'assemblée primaire, lors de laquelle les autorités présentent les grands projets communaux ainsi que le budget de la Municipalité et où les citoyens peuvent voter et s'exprimer en présence du conseil communal.
Pour la législature 2021-2024, le Conseil communal se compose de 5 élus issus du parti démocrate-chrétien, 3 élus issus du parti libéral-radical, 1 élu issu du parti socialiste suisse, 1 élu issu de l'union démocratique du centre, et 1 élu issu du parti écologiste suisse. L'actuelle juge de commune est démocrate-chrétienne, et la vice juge membre de l'UDC.

### Autorités cantonales et fédérales
Pour les élections au Grand Conseil du Canton du Valais, les candidats résidant sur la commune de Savièse concourent pour les places à la députation et à la suppléance du district de Sion. Sur un total de 36 sièges (18 à la députation et 18 à la suppléance), au lendemain des élections cantonales du 7 mars 2021, 16 Saviésans sont élus (6 à la députation et 10 à la suppléance). Ainsi, Savièse est très bien représentée au niveau cantonal en comparaison avec les autres communes du même district (Arbaz, Grimisuat, Sion et Veysonnaz). Pour les élections au Conseil d'État (Valais), le socialiste Mathias Reynard, originaire et habitant de la commune, est le troisième meilleur élu du canton à la fin du premier tour. Il confirme sa position au deuxième tour, le 28 mars 2021, et devient ainsi conseiller d'État, seul représentant du parti socialiste, pour le canton du Valais. Après son élection au Conseil d'État, il quitte ses fonctions de conseiller national sous la coupole fédérale, à Berne.
Au niveau fédéral, un des 8 conseillers nationaux représentant le Valais à Berne réside la commune ; il s'agit de l'UDC Jean-Luc Addor. À noter que depuis 2003, il y a toujours eu un Saviésan au Conseil national (Suisse), et entre 2011 et 2020, toujours deux.

### Présidents de Savièse
| Période | Période  | Identité                | Étiquette                      | Qualité |
| ------- | -------- | ----------------------- | ------------------------------ | ------- |
| 1823    | 1843     | Jean-Batiste Jacquier   | ???                            |         |
| 1843    | 1853     | Frédéric Dumoulin       | ???                            |         |
| 1853    | 1859     | François-Adrien Dubuis  | ???                            |         |
| 1859    | 1863     | Jean-Marie Reynard      | ???                            |         |
| 1863    | 1864     | Charles-Joseph Héritier | ???                            |         |
| 1864    | 1873     | François-Adrien Dubuis  | ???                            |         |
| 1873    | 1888     | Adrien Dubuis           | ???                            |         |
| 1888    | 1894     | Basile Dubuis           | ???                            |         |
| 1894    | 1895     | Jean Varone             | ???                            |         |
| 1895    | 1917     | Jérôme Roten            | ???                            |         |
| 1917    | 1917     | Joseph Luyet            | ???                            |         |
| 1917    | 1924     | Joseph Reynard          | ???                            |         |
| 1924    | 1928     | Victorien Dubuis        | ???                            |         |
| 1928    | 1935     | Cyprien Varone          | ???                            |         |
| 1936    | 1939     | Marc Héritier           | Entente de Savièse             |         |
| 1940    | 1954     | Raymond Héritier        | Entente de Savièse             |         |
| 1955    | 1963     | François Luyet          | Entente de Savièse             |         |
| 1964    | 1976     | Clovis Luyet            | Entente de Savièse             |         |
| 1977    | 1989     | Georges Héritier        | Entente de Savièse             |         |
| 1990    | 2008     | André Reynard           | Entente de Savièse             |         |
| 2009    | 2016     | Michel Dubuis           | Entente de Savièse             |         |
| 2017    | En cours | Sylvain Dumoulin        | Parti démocrate-chrétien (PDC) |         |

## Population et société

### Gentilés et surnoms
Les habitants de la commune se nomment les Saviésans. Ils sont surnommés lé Bojé ou Bougi (les couards ou chieurs en patois valaisan) les Tsaraoutes (ceux qui utilisent des chars à hutte ou les charognes, vauriens ou fainéants), lé Peca-Trépa (les mangeurs de tripes) et les Coquins.
Les habitants de la localité de Chandolin se nomment les Chandolinois et sont surnommés lé Choadzo, soit les sauvages en patois valaisan. Ceux de la localité de Granois sont surnommés les Coquins et ceux de la localité de Vouisse se nomment les Vouissards.

### Démographie

#### Évolution de la population
La commune compte 8 182 habitants au 31 décembre 2023 pour une densité de population de 115 hab/km2. Sur la période 2010-2023, sa population a augmenté de 24,0 % (canton : 17,0 % ; Suisse : 9,4 %).  
Au 31 décembre 2019, 1 691 personnes résident à Saint-Germain (y compris la Crettaz et Prinzières), 1402 à Ormône (y compris la Muraz et Diolly), 1276 à Drône (y compris la Sionne et Monteiller), 1150 à Granois, 928 à Chandolin (y compris Vuisse), 829 dans les hameaux des hauts de Savièse (les Binii, Prafirmin, Prarainson ou encore Mossevron) et 621 à Roumaz. La population totale de Savièse est donc de 7 897 habitants ; elle a quasiment doublé depuis les années 1990, ce qui témoigne de l'attractivité de la commune. Savièse est la treizième commune la plus peuplée du canton.[réf. nécessaire]
La commune compte 13,1 % d'étrangers à la fin de l'année 2020.

#### Pyramide des âges
En 2023, le taux de personnes de moins de 30 ans s'élève à 29,1 %, au-dessous de la valeur cantonale (31 %). Le taux de personnes de plus de 60 ans est quant à lui de 29,6 %, alors qu'il est de 27,5 % au niveau cantonal.
La même année, la commune compte 4 027 hommes pour 4 155 femmes, soit un taux de 49,2 % d'hommes, inférieur à celui du canton (49,9 %).
| Hommes | Classe d’âge | Femmes |
| ------ | ------------ | ------ |
| 0,4    | 90 ans ou +  | 1,2    |
| 10,0   | 75 à 89 ans  | 11,1   |
| 17,5   | 60 à 74 ans  | 18,9   |
| 22,6   | 45 à 59 ans  | 21,8   |
| 19,0   | 30 à 44 ans  | 19,3   |
| 16,1   | 15 à 29 ans  | 14,3   |
| 14,4   | - de 14 ans  | 13,3   |

| Hommes | Classe d’âge | Femmes |
| ------ | ------------ | ------ |
| 0,6    | 90 ans ou +  | 1,3    |
| 8,0    | 75 à 89 ans  | 10,1   |
| 17,1   | 60 à 74 ans  | 17,9   |
| 21,0   | 45 à 59 ans  | 20,7   |
| 21,3   | 30 à 44 ans  | 20,1   |
| 17,3   | 15 à 29 ans  | 16,0   |
| 14,7   | - de 14 ans  | 14,0   |

### Langues
Le patois de Savièse, déclinaison locale de l'arpitan ou francprovençal, est parlé quasiment par toute la population jusque dans les années 1950. En effet, les personnes nées avant 1950 sont de langue maternelle patoisante, mais la langue ayant été interdite ensuite, les enfants ont alors eu l'obligation de parler le français. À Savièse toutefois, le patois s'est conservé longtemps et aujourd'hui encore, de nombreux habitants de la commune le pratiquent.
L'expression Pa Capona, issue du patois saviésan et qui signifie « ne jamais abandonner, ne jamais capituler » est devenue un proverbe très connu en Valais et en Suisse. Elle était utilisée au départ par les Saviésans devant effectuer les travaux périlleux et entretenir le bisse du Torrent-Neuf. Elle est présente sur les badges de la Brigade d'instruction et d'entraînement des Forces aériennes suisses (br IE FA) de l'armée suisse.

## Économie

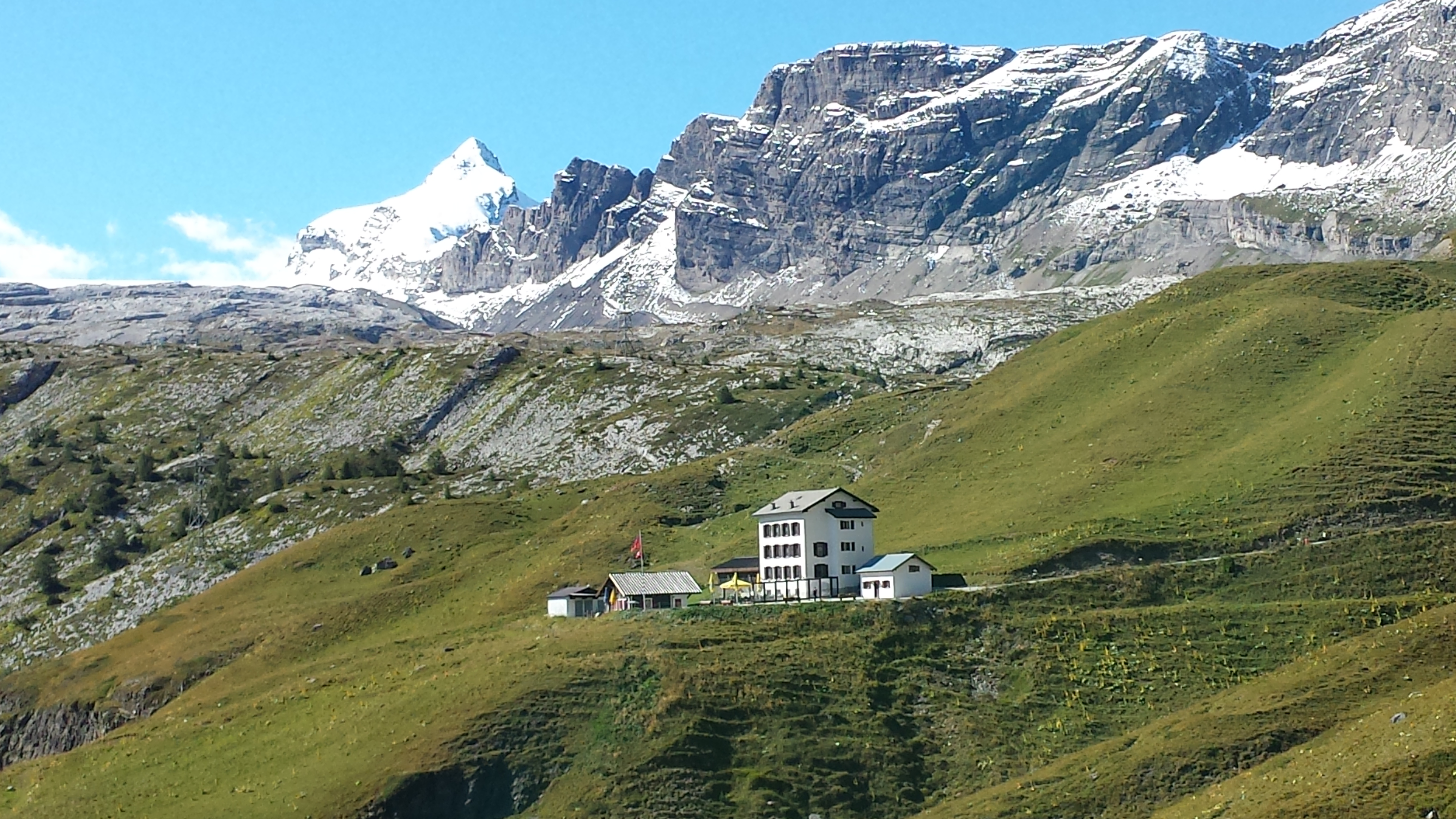
Vue de l'hôtel du Sanetsch

Savièse est l'une des principales régions viticoles du canton avec environ 300 hectares de vigne sur son territoire. C'est la cinquième plus grande commune viticole du Valais.
Jusque dans les années 1950, la population saviésanne vit majoritairement de l'agriculture, de l'élevage et de la viticulture. Progressivement, la vigne supplante l'agriculture. À partir des années 1990, la proximité de Sion, devenu le centre économique du Valais central moderne et tourné vers le secteur tertiaire, ainsi que sa situation géographique et son ensoleillement rendent Savièse très attractive, augmentant énormément sa population en une vingtaine d'années et permettant de développer un grand nombre de nouvelles zones d'habitations ainsi qu'une zone artisanale à Redin, dans les villages de Roumaz et d'Ormône. Dès la fin du XXe siècle, la commune se dote de nombreuses infrastructures répondant aux besoins toujours croissants de sa population. Parmi les plus significatives, il y a le foyer et home de Zambotte, le centre scolaire de Moréchon, la crèche-nursery UAPE Snoopy et le centre médical de Saint-Germain centre.
Si le secteur tertiaire est le plus représenté au sein de la population aujourd'hui, le secteur primaire est tout de même encore bien présent, notamment grâce à l'important domaine viticole saviésan.
Le tourisme s'est développé grâce au bisse du Torrent-Neuf et avec l'hôtel du Sanetsch, la région du col du Sanetsch offrant de nombreux sentiers de randonnée. Durant les XIXe et XXe siècles, plusieurs projets concernant le col du Sanetsch sont envisagés, notamment un col routier reliant Sion à Gstaad, et même une potentielle voie ferrée. Toutefois, le canton du Valais décide d'investir au Lötschberg et au col du Rawyl, l'aménagement d'une route étant plus facile et moins coûteuse à ces endroits. La proximité des Diablerets a également favorisé l'activité touristique de la commune.

## Culture et patrimoine

### Patrimoine bâti

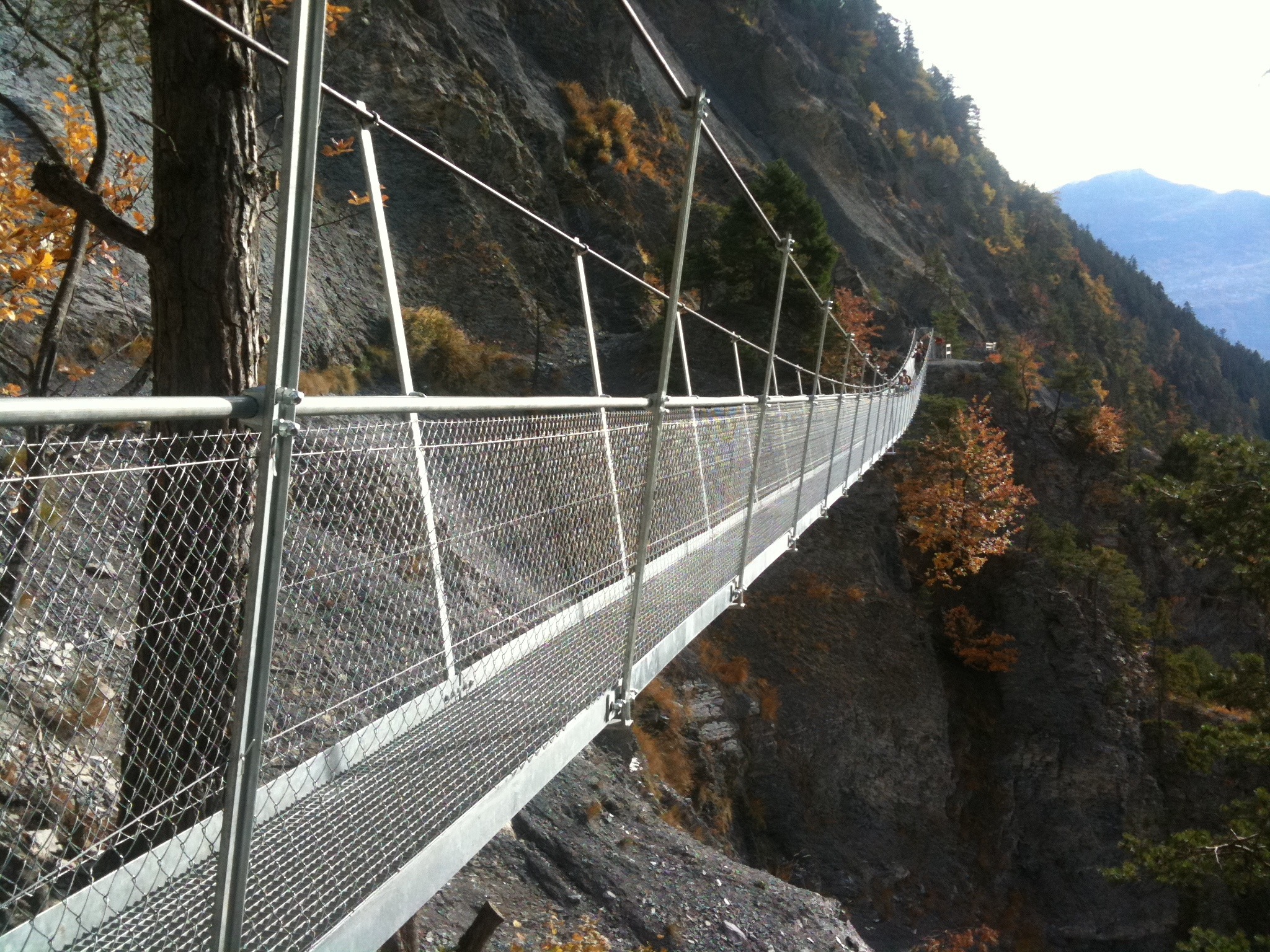
Une des passerelles du bisse du Torrent-Neuf

- Construit dès 1430, le bisse du Torrent-Neuf ou bisse de Savièse est situé sur la commune et est l'un des plus célèbres et impressionnants de la région. Après des rénovations successives, il est définitivement fermé en 1934, remplacé dans son rôle de canal d'acheminement d'eau par le tunnel du Prabé[28]. Il fut réhabilité en 2005 grâce à l'appui de la commune de Savièse et de l'Association pour la sauvegarde du Torrent-Neuf[29]. Il est depuis lors une attraction touristique de la commune attirant de nombreux randonneurs ;
- Le château de la Soie au sud-ouest de Granois, est construit en 1219 par Landri de Mont, évêque de Sion. C'est une résidence épiscopale. Guichard Tavelli y est défenestré en 1375. Le château est détruit durant l'affaire de Rarogne en 1417[30] ;

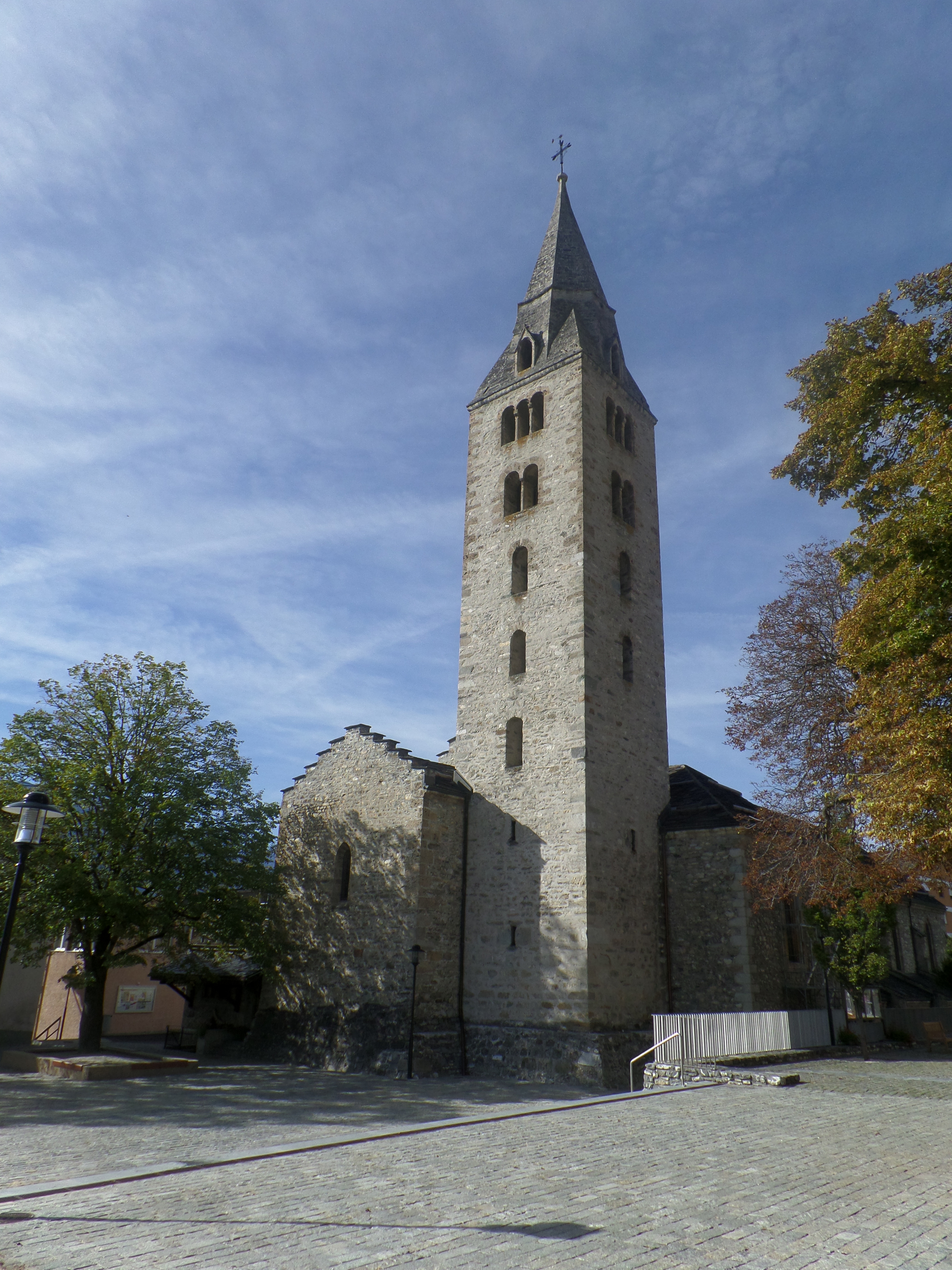
Église paroissiale de Saint-Germain

- L’église paroissiale Saint-Germain, mentionnée déjà au XIe siècle, est détruite en 1475, puis reconstruite vers 1517 (clocher) et 1523 (nef) par l’architecte Ulrich Ruffiner. Deux chapelles latérales sont ajoutées en 1880, la nef est rallongée d’une travée et les vaisseaux latéraux élargis par des bas-côtés en 1933 -1935 par l’architecte Lucien Praz. La porte sculptée du portail principal date de 1687. À l’intérieur, le maître-autel de la seconde moitié du XVIIe siècle, est dédié à saint Germain de Paris. Les vitraux, mobilier et chemin de croix en mosaïque sont créés par Ernest Biéler, entre 1934 et 1948[30].
- Les chapelles d'Ormône (Rois Mages, XVIIe et XVIIIe siècles) de Granois (Sainte-Trinité, reconstruite en 1973), de Chandolin (Notre-Dame des Corbelins 1666, transformée au XVIIIe siècle), de Sainte-Marguerite, de Drône (Saint-Christophe, 1684[30]) ;
- Le pont du Diable, sur la route du Sanetsch ;
- La maison de commune de 1580, construction maçonnée de trois niveaux ;
- La maison de la culture ;
- La Grande Maison ;
- Le four banal de Drône ;

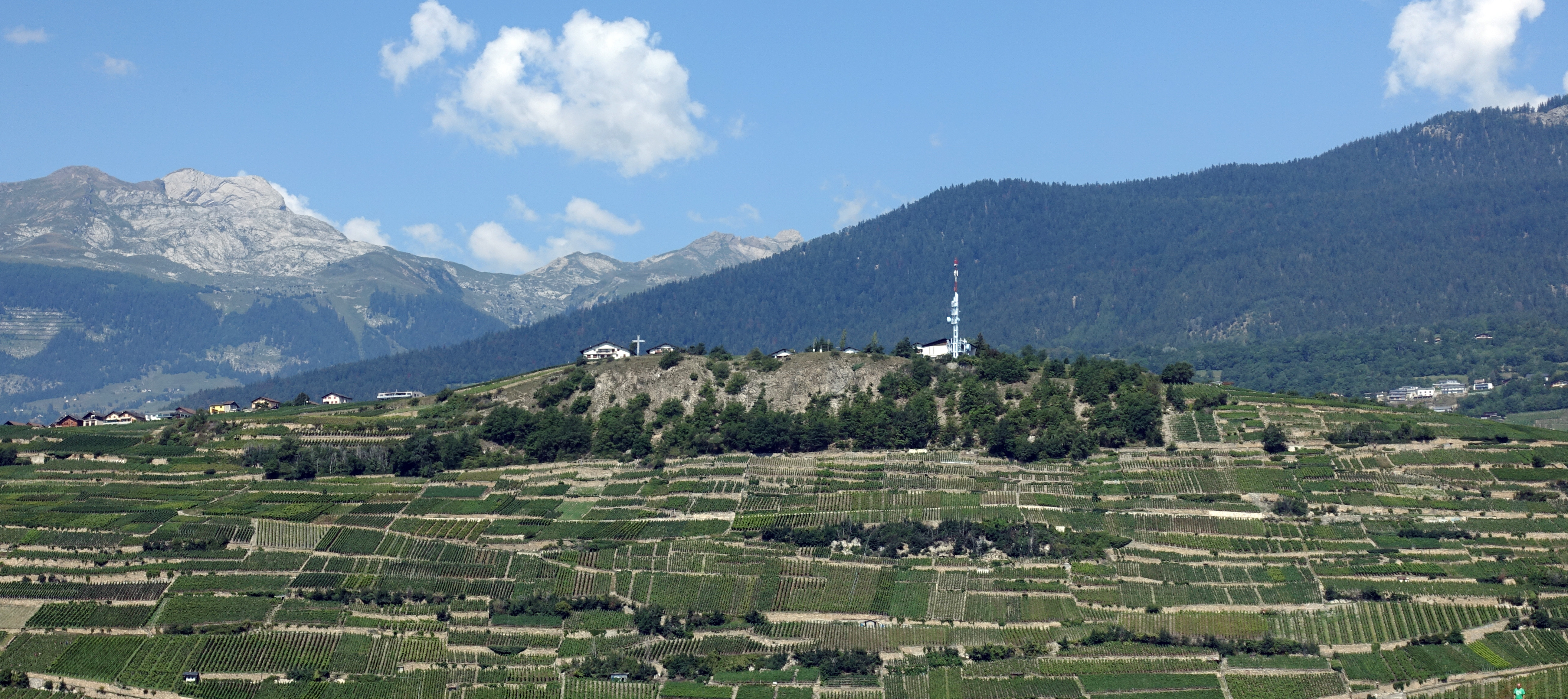
L'antenne de Savièse, située à Ormône, vue depuis Sion

- De 1948 à 2005, Savièse possédait un émetteur de radiophonie d'ondes moyennes sur 1 485 kHz utilisant un fil d'antenne fixé sur une tour tubulaire en fer. Il fut démantelé en 2006.

### Fêtes et évènements
La Fête-Dieu de Savièse, l'une des plus réputées du canton, est organisée chaque année par un village de la commune différent (à l'exception de Roumaz et d'Ormône qui organisent conjointement la fête). Elle est suivie du bal de l'octave et du ou des bals des grenadiers. La Fête-Dieu à Savièse figure sur la Liste des traditions vivantes de Suisse.
La communauté saviésanne perpétue et transmet de nombreuses traditions de divers ordres (religieux, profane, social...), notamment :
- le bon an a tui (bonne année à tous dans le patois local), où tous les 1ers janvier de l'an, le président de commune adresse ses bons vœux à la population depuis le balcon de la maison communale ;
- le carnaval de Savièse, autrefois célébré dans le quartier du Petit-Paris, au cœur du village de Granois, et qui se déroule désormais à la Halle des Fêtes de Saint-Germain ;
- la préparation et la distribution du pain par les Sociétés des Hommes, à Drône et à Ormône, pendant la fête de Pâques ;
- le bal de la mi-été, à la Grande Zour (dans la vallée de la Morge) tous les 15 août ;
- les soirées animées de Drône Bouge, le dernier week-end d'août ;
- la Fête de la Courge, à Chandolin, un dimanche du mois d'octobre[32].
- l'inalpe, la désalpe et les transhumances dans les alpages pendant l'été ;
- les caves ouvertes, dans le courant du mois de mai et qui ont lieu partout à travers le Valais, à l'occasion desquelles les propriétaires encaveurs de Savièse présentent et font déguster leur nouveau millésime. De manière générale, la culture de la vigne et du vin est très importante au sein de la communauté saviésanne, de nombreuses familles possédant et travaillant encore leurs vignes[33] ;
- les différents bals organisés par les cafés de la commune.

### Culture locale
Savièse possède également ses spécialités culinaires, comme le flon, tarte aux fruits, généralement à la pomme, le gâteau saviésan, sii (un dessert local à base de pain de seigle imbibé de Dôle) ou encore la rochya (raclette).
De nombreux organismes, notamment la Fondation Bretz-Héritier, s'emploient pour la sauvegarde du patrimoine saviésan. Il existe un dictionnaire patois-français du parler de Savièse ainsi qu'une large documentation écrite sur l'histoire, le patrimoine et la culture de la commune (avec entre autres un livre sur la Fête-Dieu et un autre sur le costume traditionnel).

### Radiô Arpitania
La webradio Radiô Arpitania, seule radio en langue arpitane, émet de Saviese. Fondée en 2007. Utilisant tous les dialectes du francoprovençal, elle couvre l'intégralité des territoires arpitans, de la France à l'Italie en passant par la Suisse, mais aussi du reste du monde. Elle est accessible soit directement sur internet, soit via Radio Garden.

### Patrimoine naturel
- Le col et la région du Sanetsch ;

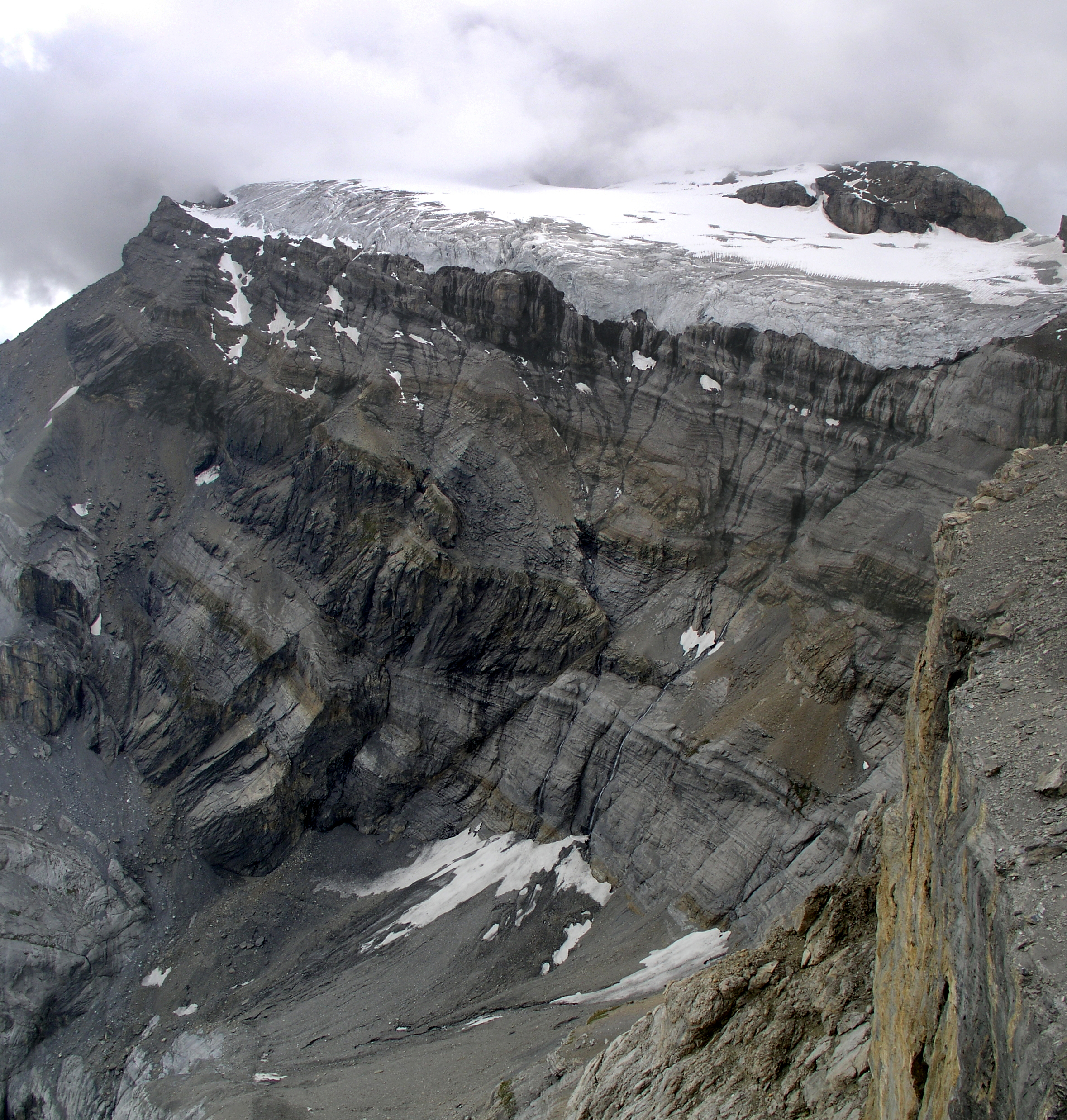
Vue du glacier de Tsanfleuron

- Les lapis du glacier de Tsanfleuron ;
- Les étangs des hauts de Savièse (Mouchy, Arvige, des Rochers ou encore Motone) ;
- Les bisses de Lentine, du Tsampé, de Déjore et de Sainte-Marguerite, l'ancien bisse de Couluirette.

### Arts

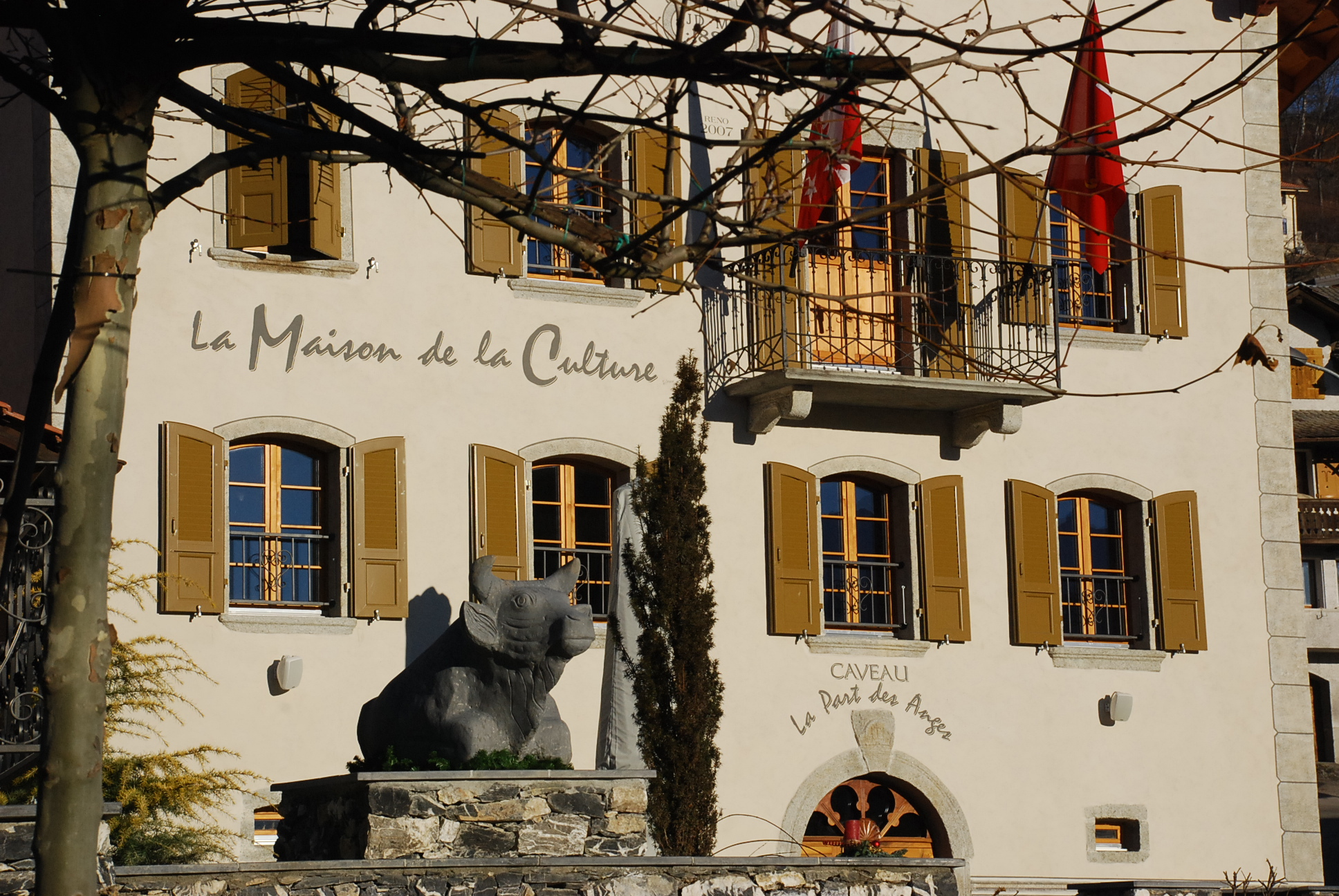
Maison de la culture

L'École de Savièse désigne les artistes peintres ayant trouvé l'inspiration à Savièse ou y ayant vécu (Raphaël Ritz, Ernest Biéler, Albert Chavaz, etc.). Certaines de leurs œuvres sont conservées à la maison de commune.
Le centre culturel du Baladin est créé en 1999. Outre une programmation variée et riche (pièces de théâtre, concerts, conférences, débats...), il accueille également de nombreuses représentations des sociétés communales, comme les fanfares, les chorales ou encore les troupes de théâtre.
La maison de la culture, située au centre du village de Saint-Germain, est une ancienne bâtisse villageoise typique totalement rénovée en 2008 et accueillant aujourd'hui des expositions temporaires.
La Grande Maison, bâtiment historique niché au cœur du vieux village de Chandolin, propose des offres de théâtre, de restauration et de chambres d'hôtes.

### Personnalités liées à la commune
- Jean-Luc Addor, conseiller national depuis 2015
- Ernest Biéler, peintre
- Albert Chavaz, artiste-peintre
- Oskar Freysinger, conseiller d'État de 2013 à 2017 et conseiller national de 2003 à 2015
- Hermann Geiger, pilote
- Alexandre Jollien, philosophe
- Mathias Reynard, conseiller d'État depuis 2021 et conseiller national de 2011 à 2021
- Christian Varone, commandant de la police cantonale valaisanne

### Héraldique
| Blason | Blasonnement : « De gueules à l'épée d'argent garnie d'or posée en pal. » |

Les armoiries de Savièse sont attestées dès 1476 et se retrouvent notamment sur une clé de voûte de 1525 et une porte de l'église de Savièse de 1687. Elles font référence à la contribution de Savièse dans la bataille de la Planta.

### Fonds d'archives
- Fonds : Savièse, Commune (1297-1951) [14,60 mètres].  Cote : CH AEV, AC Savièse. Sion : Archives de l'État du Valais (présentation en ligne).